# Тилл, Эмметт
Э́мметт (в некоторых источниках Эммет) Луи Тилл (25 июля 1941 — 28 августа 1955) — 14-летний афроамериканский подросток, который в 1955 году был похищен и линчёван в Миссисипи после обвинения в оскорблении белой женщины, Кэролайн Брайант, в продуктовом магазине, принадлежавшем её семье. Чудовищная жестокость его убийства и последующее оправдание преступников привлекли внимание общества к долгой истории насилия над афроамериканцами в США. После смерти Тилл стал символом движения за гражданские права.
Мальчик родился и вырос в Чикаго, штат Иллинойс. Летом 1955 года он гостил у родственников в небольшом городке Мани, расположенном в Дельте Миссисипи. Во время этого визита Тилл зашёл в местный магазин, где произошёл его разговор с 21-летней Кэролайн Брайант, замужней белой женщиной, которая там работала. Достоверно неизвестно, что именно произошло между ними, но Тилла обвинили в том, что он якобы флиртовал с ней, дотронулся до неё или свистнул ей вслед. Даже если его поведение и было невинной шуткой, оно нарушило негласные правила, по которым чернокожий мужчина мог взаимодействовать с белой женщиной на Юге США в эпоху законов Джима Кроу.
Спустя несколько дней после этого инцидента муж Кэролайн, Рой Брайант, и его сводный брат Дж. У. Милам, вооружившись, ворвались в дом, где жил Тилл, и силой увезли его. Подростка жестоко избили, изувечили, затем выстрелили ему в голову и сбросили тело в реку Таллахатчи. Через три дня обезображенное и раздувшееся тело Тилла было обнаружено и извлечено из воды.
Останки перевезли в Чикаго, где мать мальчика, Мейми Тилл-Брэдли, настояла на публичных похоронах с открытым гробом. Церемония прошла в храме Робертс Темпл. Позже историки отметили, что это решение не просто показало миру изуродованное тело её сына — оно обнажило проблему расизма в Америке, варварскую практику линчеваний и уязвимость демократических институтов страны. Десятки тысяч человек пришли проститься с Эмметтом Тиллом, а фотографии его тела, опубликованные в афроамериканских газетах и журналах, вызвали волну возмущения как среди чернокожего населения, так и среди белых граждан, выступавших против расизма.
В Миссисипи, где права чернокожих систематически нарушались, этот случай привлёк особое внимание. Хотя местные власти поначалу осудили убийство и пообещали наказать виновных, после всплеска общенациональной критики они перешли к защите жителей штата и даже косвенно оправдывали действия убийц. В сентябре 1955 года суд присяжных, состоявший исключительно из белых мужчин, оправдал Брайанта и Милама. Поскольку повторное судебное преследование было невозможно, спустя год преступники дали откровенное интервью журналу Look, в котором признались в пытках и убийстве Тилла, получив за эту историю 4000 долларов (эквивалент примерно 46 000 долларов в 2024 году).
Убийство Эмметта Тилла стало одним из ключевых событий, ускоривших развитие движения за гражданские права. Уже в декабре 1955 года в Алабаме начался бойкот автобусных линий в Монтгомери, который продлился более года и привёл к решению Верховного суда США, признавшего сегрегацию в общественном транспорте неконституционной. Историки отмечают, что события, связанные с жизнью и смертью Тилла, продолжают влиять на общество и сегодня.
В начале XXI века была создана Мемориальная комиссия имени Эмметта Тилла. В городке Самнер восстановлено здание суда, где теперь находится Мемориальный центр его имени, а в Дельте Миссисипи увековечены 51 место, связанное с этой трагедией. 29 марта 2022 года президент Джо Байден подписал Закон Эммета Тилла о борьбе с линчеванием, который признаёт линчевание преступлением на почве ненависти и вводит за него федеральную ответственность.

## Раннее детство
Эмметт Тилл родился 25 июля 1941 года в Чикаго в семье Мейми и Луи Тиллов. Его мать, Мейми (в девичестве Картан) происходила из городка Уэбб, расположенного в Дельте Миссисипи. Этот регион, охватывающий обширную территорию на северо-западе штата, формируется бассейнами рек Язу и Миссисипи. Когда Мейми было два года, её семья, как и многие другие афроамериканские семьи, покинула Юг и переехала на Север в рамках Великого переселения, стремясь избежать насилия, экономической нестабильности и расовой дискриминации, укоренившейся в законах южных штатов. Они поселились в Арго, пригороде Чикаго, где оседало так много выходцев из Миссисипи, что городок получил неофициальное название «Маленький Миссисипи». Дом матери Мейми часто служил временным пристанищем для новых переселенцев, которые искали работу и жильё.
В 1950-х годах Миссисипи оставался самым бедным штатом США, а Дельта Миссисипи была одним из самых неблагополучных регионов. Мейми Картан родилась в округе Таллахатчи, где в 1949 году средний доход белой семьи составлял 690 долларов (около 9 100 долларов в пересчёте на 2024 год), а для чернокожих семей — всего 462 доллара (примерно 6 100 долларов сегодня). В сельской местности у афроамериканцев практически не было возможностей для заработка: большинство из них работали издольщиками на землях, принадлежавших белым. После принятия в 1890 году новой конституции штата, которая ввела дискриминационные ограничения для избирателей, чернокожие жители Миссисипи были фактически лишены политических прав. Кроме того, на Юге действовали законы Джима Кроу, закреплявшие расовую сегрегацию.

Мейми воспитывала Эмметта в основном одна, с помощью своей матери. Её брак с Луи Тиллом распался в 1942 году, когда она узнала о его измене. Вскоре Луи напал на жену, сжав её горло до потери сознания, после чего Мейми облила его кипятком в целях самозащиты. За нарушение судебного запрета на приближение к жене Луи в 1943 году был поставлен перед выбором: тюрьма или служба в армии. В 1945 году, незадолго до четвёртого дня рождения сына, его казнили в Италии по приговору военного трибунала за убийство местной женщины и изнасилование двух других.

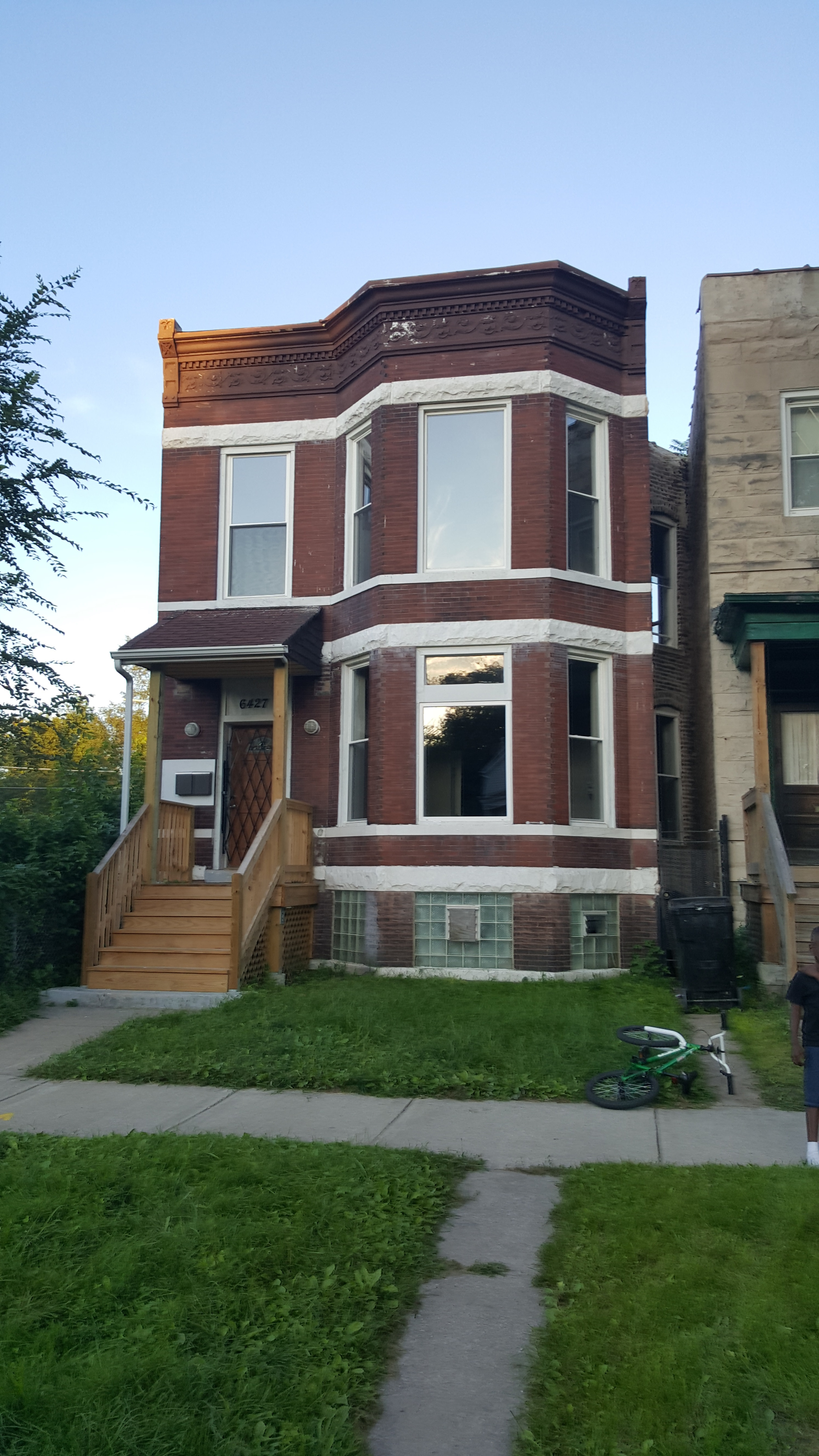
Дом, в котором в середине 1955 года проживали Эмметт и Мейми Тилл

В шесть лет Эмметт перенёс полиомиелит, после которого у него осталось лёгкое заикание. Позже Мейми с сыном переехали в Детройт, где она вышла замуж за «Пинка» Брэдли. Однако Эмметт, предпочитавший Чикаго, вскоре вернулся к бабушке, а мать с отчимом присоединились к нему позже. Брак распался в 1952 году, и Брэдли уехал обратно в Детройт.
Мейми Тилл-Брэдли и Эмметт жили в оживлённом районе на южной окраине Чикаго, недалеко от родственников. Чтобы обеспечить сына, Мейми устроилась на работу в ВВС США гражданским клерком.Она вспоминала, что Эмметт был трудолюбивым мальчиком, охотно помогал по дому, хотя иногда отвлекался. По её словам, он не всегда осознавал границы допустимого. После расставания с Брэдли тот начал угрожать Мейми, и однажды 11-летний Эмметт, схватив кухонный нож, заявил отчиму, что убьёт его, если тот не уйдёт. В целом же Эмметт был жизнерадостным ребёнком: он любил подшучивать над друзьями, играл с соседскими мальчишками в бейсбол, тщательно следил за одеждой и часто становился душой компании. Он выглядел крупнее своего возраста и весил около 150 фунтов:21.

### Планы поездки к родственникам в Миссисипи
Летом 1955 года в Чикаго с целью навестить племянницу и её сына приехал дядя Мейми Тилл-Брэдли, 64-летний Мозес Райт. Во время визита он рассказывал им о жизни в Дельте, и эти истории так заинтересовали подростка, что он захотел увидеть всё своими глазами. Райт, который работал издольщиком и иногда проповедовал, за что его называли «Проповедником», предложил сопровождать Эммета в поездке. Вместе с ними должен был отправиться двоюродный брат Уилер Паркер, а чуть позже к ним планировал присоединиться ещё один родственник — Кёртис Джонс. Райт жил в окрестностях городка Мани, где было всего несколько сотен жителей, три магазина, школа, почта и хлопкоочистительная фабрика. Городок находился в округе Лефлор, в восьми милях к северу от Гринвуда. Перед отъездом мать предупредила Эммета, что Юг сильно отличается от Чикаго, и ему нужно быть крайне осторожным в общении с белыми. Юноша заверил её, что всё понимает.
Однако реальность Миссисипи середины XX века была крайне опасной для афроамериканцев. С 1882 года, когда начали фиксировать случаи линчевания, в этом штате было зарегистрировано более 500 убийств на расовой почве, а по всему Югу — свыше 3000. Хотя пик насилия пришёлся на период с 1876 по 1930 год, даже в 1950-х такие преступления всё ещё происходили. Южные законы Джима Кроу строго запрещали межрасовые отношения, и даже намёк на интерес чернокожего мужчины к белой женщине мог привести к жестокой расправе. После Второй мировой войны, когда ветераны-афроамериканцы стали активнее требовать равных прав, сторонники сегрегации ужесточили контроль.
Ситуация обострилась после решения Верховного суда США 1954 года по делу «Браун против Совета по образованию», которое отменило расовое разделение в школах. Многие белые южане восприняли это как угрозу своей системе ценностей, опасаясь, что десегрегация приведёт к смешанным бракам. В ответ они усилили сопротивление: некоторые округа, как в Виргинии, закрыли школы, лишь бы не допустить совместного обучения, другие просто проигнорировали постановление суда. Параллельно ужесточались меры по лишению чернокожих гражданских прав, что позволяло сохранять жёсткую систему социального неравенства.
Накал расовой ненависти был настолько высок, что всего за неделю до приезда Эммета в Миссисипи в городе Брукхейвен был застрелен чернокожий активист Ламар Смит  — прямо у здания суда. Хотя трое белых подозреваемых были задержаны, их вскоре отпустили18. Это происшествие стало ещё одним мрачным предзнаменованием для тех, кто решался бросить вызов устоявшимся порядкам Юга:.

## Инцидент в продуктовой лавке

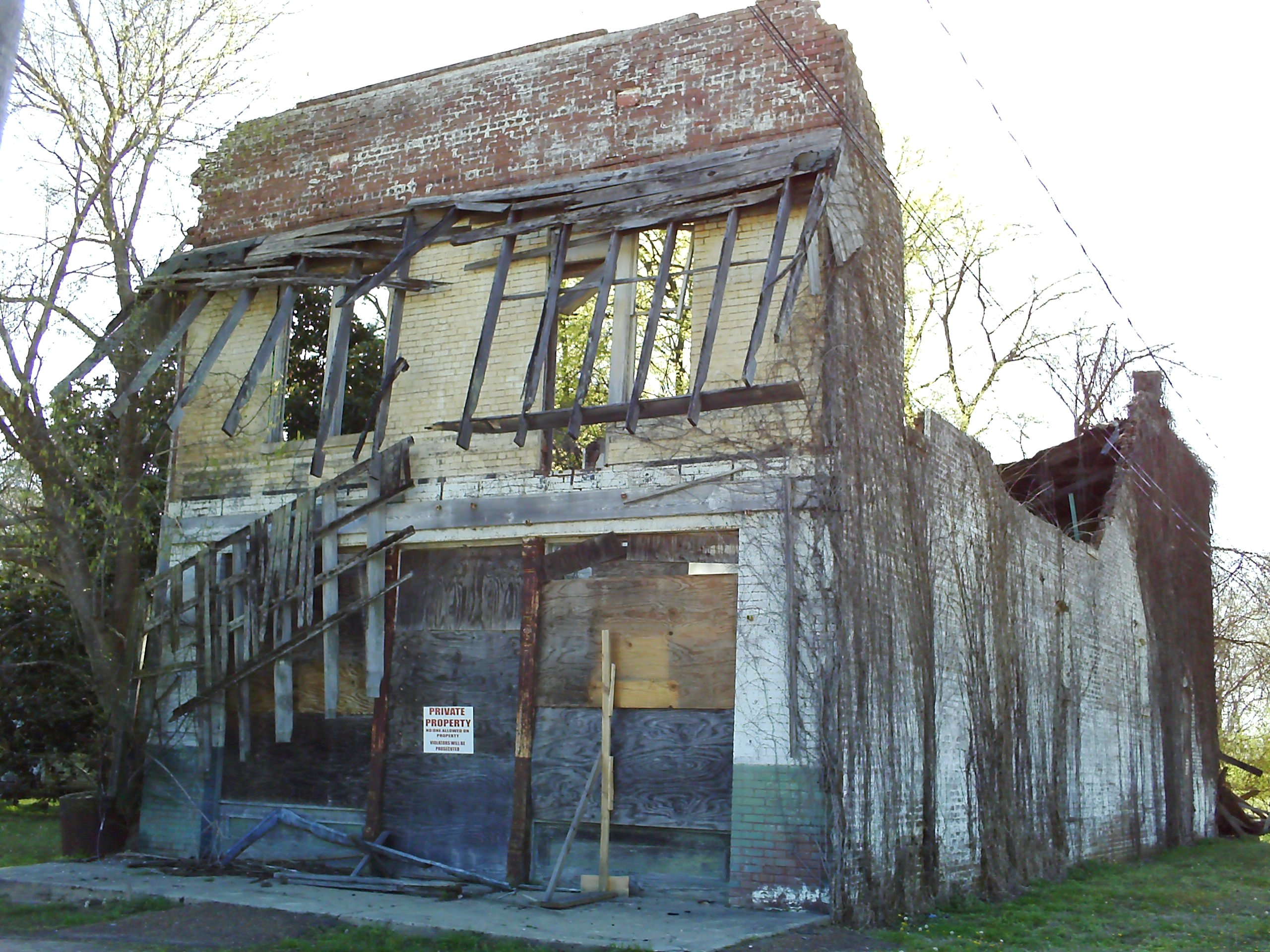
Остатки продуктовой лавки Брайантов в 2009 году

21 августа 1955 года Эмметт Тилл прибыл в дом Мозеса и Элизабет Райт в городке Мани, штат Миссисипи. Вечером 24 августа его двоюродный брат Морис Райт отвез Тилла и нескольких юных родственников и соседей в бакалейную лавку Брайантов, чтобы купить сладостей. Сопровождавшие Тилла подростки были детьми издольщиков и целый день занимались сбором хлопка. Магазин, принадлежавший белой супружеской паре — 24-летнему Рою Брайанту и его 21-летней жене Кэролайн, обслуживал преимущественно местных арендаторов-издольщиков.

Обстоятельства произошедшего в магазине остаются предметом споров. Журналист Уильям Брэдфорд Хьюи сообщал, что Тилл якобы показал своим спутникам фотографию белой девушки в бумажнике, хвастаясь, что она его возлюбленная. Его двоюродный брат Кёртис Джонс утверждал, что это было групповое фото из школы Тилла в Чикаго, где учились дети разных рас. По версии Хьюи и Джонса, один из местных мальчишек подзадорил Тилла заговорить с Кэролайн Брайант. Однако в 2009 году другой очевидец, двоюродный брат Тилла Симеон Райт, присутствовавший в тот вечер, опроверг эти сведения. Он категорически отрицал, что у Тилла была фотография белой девушки или что кто-то подстрекал его к флирту. В 2015 году Райт заявил: «Мы не подговаривали его идти в магазин — это выдумки белых. Они утверждали, будто у него было фото белой подруги. Никаких фотографий не было. Со мной никто не разговаривал. Меня даже не опрашивали». В рассекреченном отчете ФБР за 2006 год отмечается, что перед смертью Кёртис Джонс отрекся от своих показаний 1955 года и принес извинения матери Тилла:44.

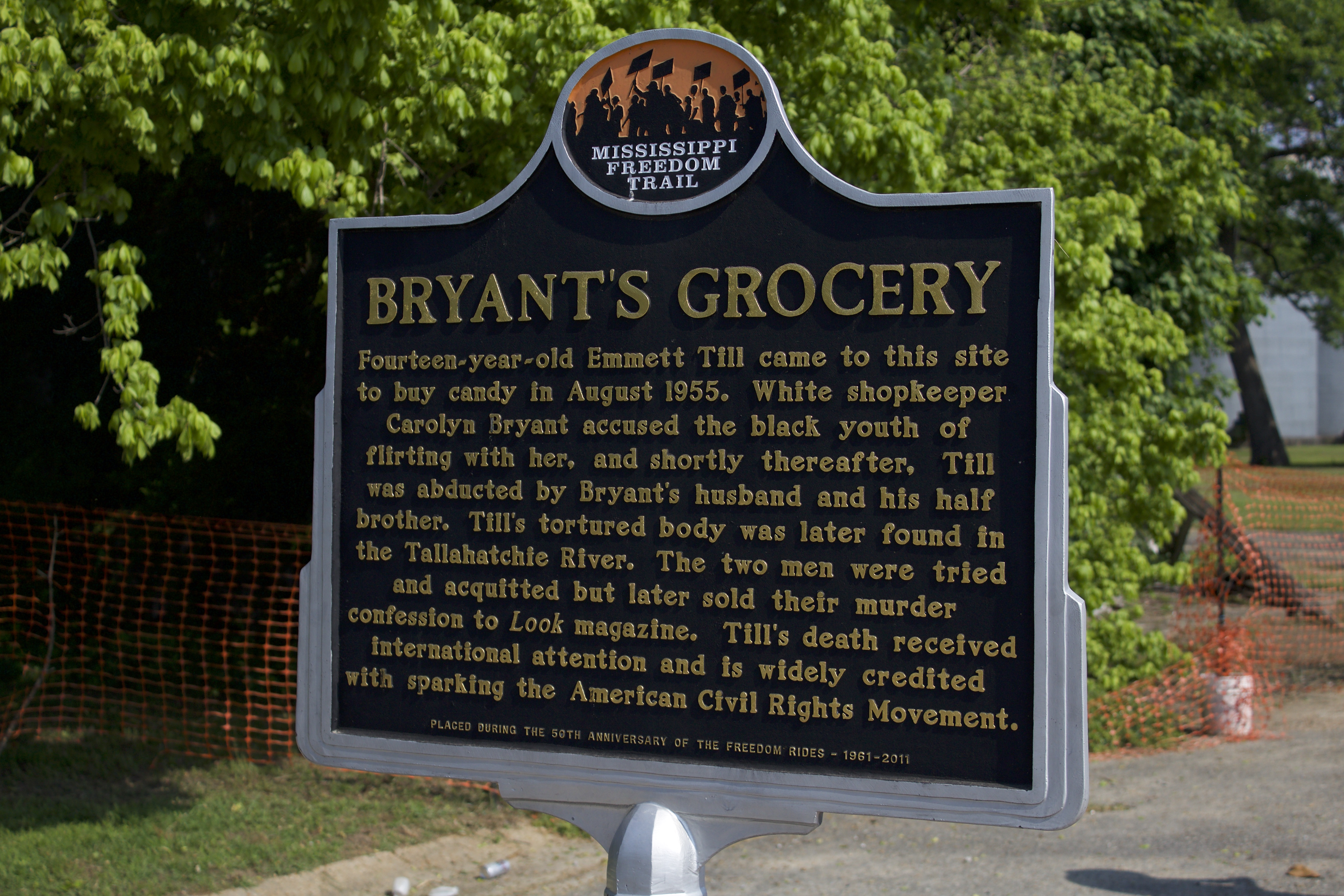
Знак «Миссисипская тропа свободы» в Мани, объясняющий ситуацию, которая произошла с Тиллом в продуктовой лавке

Согласно свидетельствам Симеона Райта и Уилера Паркера, Тилл позволил себе присвистнуть в адрес Брайант. Райт пояснял: «Думаю, Эмметт просто хотел нас рассмешить или что-то в этом роде. Он всегда шутил, и порой трудно было понять, серьезно он говорит или нет». При этом Райт признавал, что свист мгновенно поверг всех в ужас: «Нас это напугало до полусмерти. Мы были в шоке. Мы бросились прочь, потому что ничего подобного раньше не слышали. Чернокожий парень свистит вслед белой женщине? В Миссисипи? Нет, это было немыслимо». Райт подчеркивал, что угроза со стороны Ку-клукс-клана и ночных налетчиков была для них повседневной реальностью. В газетных публикациях после исчезновения Тилла упоминалось, что он иногда свистел, чтобы справиться с заиканием. Его речь действительно была нечеткой: мать отмечала, что он с трудом выговаривал звук «б» и, возможно, использовал свист, чтобы преодолеть трудности при просьбе дать жевательную резинку. Чтобы улучшить дикцию, Мейми научила сына тихонько насвистывать мелодию перед произнесением сложных слов — этот метод помогал ему артикулировать звуки.
Во время суда по делу об убийстве Кэролайн Брайант дала показания, согласно которым Эммет Тилл схватил её за руку, когда она раскладывала конфеты, и сказал: «Как насчёт свидания, детка?»:40. По её словам, после того, как она высвободилась, Тилл последовал за ней к кассе, обхватил её за талию и произнёс: «В чём дело, детка, разве тебе это не нравится?». Брайант утверждала, что ей снова удалось освободиться, после чего Тилл заявил: «Тебе не стоит меня бояться, детка», употребил «непечатное слово» и добавил: «У меня раньше были белые женщины». Она также сообщила, что один из спутников Тилла вошёл в магазин, взял его за руку и велел уйти:40. Однако, как отмечает историк Тимоти Тайсон, в 2008 году Кэролайн Брайант призналась ему в частной беседе, что её судебные показания о словесных и физических домогательствах со стороны Тилла были ложными. В частности, она заявила, что эпизод с обхватыванием талии и непристойными выражениями не соответствовал действительности, а остальные детали, по её словам, она уже не могла вспомнить. Тайсон также приводит её слова: «Никакие действия этого мальчика не могли оправдать того, что с ним произошло». Впрочем, аудиозаписи интервью с Брайант не содержат этой фразы, а её невестка, присутствовавшая при беседах, утверждала, что та ничего подобного не говорила.
Позднее Симеон Райт также оспорил версию Кэролайн Брайант. По его словам, он вошёл в магазин менее чем через минуту после того, как Тилл остался там наедине с Брайант, и не заметил никаких непристойных действий, не слышал разговоров с намёками. Райт утверждал, что Тилл спокойно расплатился за покупки, после чего они вместе вышли из магазина. Эти показания подтвердил и анонимный свидетель, чьё присутствие в магазине в тот момент было установлено в ходе расследования ФБР в 2006 году:44.
Автор Девери Андерсон в своём исследовании отмечает, что в беседе с адвокатами защиты Кэролайн изложила иную версию событий: она упомянула, что Тилл схватил её за руку и предложил свидание, но не говорила о том, что он обнимал её за талию, упоминал связи с белыми женщинами или что его силой вытащили из магазина. Андерсон обращает внимание на то, что ранние свидетельства участников событий указывают на то, что убийц Тилла разозлили именно его слова, а не предполагаемые физические действия. Например, Моз Райт, ставший свидетелем похищения, сообщал, что похитители говорили только о «разговоре» в магазине, а шериф Джордж Смит упоминал, что арестованные обвиняли Тилла в «оскорбительных речах». Андерсон предполагает, что наиболее резкие детали в рассказе Брайант были добавлены позже как часть стратегии защиты.
После ухода Тилла и Райта из магазина Кэролайн вышла к машине, чтобы достать пистолет, спрятанный под сиденьем. Тилл и его спутники видели это и быстро ушли. Хотя признавалось, что Тилл свистнул в тот момент, когда Брайант направлялась к машине, свидетель Рузвельт Кроуфорд утверждал, что этот свист был адресован не ей, а игрокам в шашки, которые находились возле магазина.
Муж Кэролайн, Рой Брайант, в тот момент находился в поездке по доставке креветок в Техас и вернулся домой только 27 августа:46. По данным Тайсона, активисты движения за гражданские права выяснили, что Кэролайн изначально не рассказала мужу о происшествии с Тиллом, и он узнал об этом от одного из посетителей их магазина. Рой, по некоторым сведениям, был разгневан тем, что жена скрыла от него этот инцидент. Сама Кэролайн в беседе с ФБР пояснила, что не сообщила мужу из опасений, что он может напасть на Тилла.

## Линчевание
Когда Рой Брайант узнал о произошедшем, он начал агрессивно допрашивать нескольких темнокожих юношей, зашедших в его магазин. Позже тем же вечером Брайант в сопровождении афроамериканца по имени Дж. У. Вашингтон остановил на дороге чернокожего подростка. Брайант приказал Вашингтону схватить юношу, посадить его в кузов пикапа и доставить для опознания одной из знакомых Кэролайн Брайант, присутствовавшей при инциденте с Эмметом Тиллом. Однако свидетели, включая родственников и друзей задержанного, подтвердили его непричастность, а сама свидетельница заявила, что это не тот молодой человек, который якобы приставал к ней. Тем не менее Брайанту каким-то образом удалось выяснить, что участник инцидента приехал из Чикаго и гостил у своего дяди, Мозеса Райта. Позже несколько свидетелей сообщали, что слышали, как Брайант и его сводный брат, 36-летний Джон Уильям (Дж. У.) Милам, обсуждали похищение Тилла из дома Райта:47—49.
Ранним утром 28 августа 1955 года, между двумя и половиной четвертого, Брайант и Милам приехали к дому Мозеса Райта. Вооруженные пистолетом и фонарем, они потребовали выдать им «того парня из Чикаго». В тот момент Тилл спал в одной кровати с другим родственником, а всего в доме находилось восемь человек. Милам приказал Райту показать им «того негра, который нагрубил». Одна из родственниц предложила деньги, чтобы уладить конфликт, но Милам отказался, торопя Эммета одеться. Мозес Райт попытался объяснить, что Тилл приехал с Севера и не знал местных порядков. По воспоминаниям Райта, Милам спросил: «Сколько тебе лет, проповедник?» — и, услышав ответ «64», пригрозил, что если старик кому-нибудь расскажет о случившемся, то не доживет до шестидесяти пяти. Затем мужчины вывели Тилла к машине. Райт утверждал, что слышал, как они переспросили кого-то в автомобиле: «Это тот самый парень?», и в ответ раздался утвердительный ответ. На вопрос, принадлежал ли голос мужчине или женщине, Райт ответил, что он «звучал выше, чем мужской»:51—56. Позже, в 1956 году, в интервью журналу Look, где Брайант и Милам признались в убийстве, они заявили, что изначально планировали доставить Тилла в магазин для опознания, но передумали, так как, по их словам, юноша сам сознался в произошедшем..
Милам и Брайант связали Тилла и положили его в кузов зеленого пикапа, после чего направились в сторону города Мани. По свидетельствам очевидцев, они сначала привезли его к магазину Брайанта, где взяли с собой двух чернокожих мужчин, а затем отправились к сараю в городе Дрю. По дороге Тилла избивали рукояткой пистолета, и, по некоторым данным, он потерял сознание. Восемнадцатилетний Уилли Рид, ставший свидетелем этих событий, позже вспоминал, что видел в кабине пикапа двух белых мужчин, а в кузове — «двух черных». Некоторые предполагали, что эти двое афроамериканцев работали на Милама и были вынуждены участвовать в избиении, хотя сами они впоследствии отрицали свое присутствие.
Уилли Рид рассказывал, что, возвращаясь домой, слышал из сарая крики и звуки ударов. Он сообщил об этом соседу, и они вместе подошли к колодцу возле сарая, где их заметил Милам. Тот спросил, не слышали ли они чего-нибудь, и Рид ответил отрицательно. Другие прохожие также слышали из сарая вопли. Один из местных жителей заметил, как Лерой Коллинз по прозвищу «Ту Тайт» отмывал кровь с кузова пикапа, а рядом лежал ботинок Тилла. Милам объяснил, что убил оленя, а ботинок принадлежит ему.
Существуют предположения, что после пыток Тилла застрелили и сбросили с моста Блэк-Байю в Глендоре, недалеко от реки Таллахатчи. Затем группа вернулась в дом Роя Брайанта в Мани, где, по некоторым сведениям, сожгла одежду убитого
Пришлось поступить именно так — с ним ничего нельзя было поделать. Я не жестокий, никогда не трогал негров просто так. Они мне не мешают — если сидят на своём месте. Я умею с ними управляться. Но тут надо было показать, кто здесь хозяин. Пока я дышу, чёрные не полезут туда, куда не следует. Голосовать им у нас — ни за что. Если дать им волю, они власть захватят. В одну школу с моими детьми — тоже. А уж если негр заикнётся о белой женщине — жить ему недолго. Я его пристрелю без разговоров. Мы за эту страну кровь проливали, нам и решать. Стою я в сарае, слушаю, как этот тип разливается соловьём, и думаю: «Всё, хватит. Эй, чикагский, — говорю, — надоели вы все тут со своими выкрутасами. Вот я тебя сейчас в назидание остальным уберу — чтоб знали, как у нас принято».
В 1956 году в интервью журналисту Уильяму Брэдфорду Хьюи, опубликованному в журнале Look, Рой Брайант и Дж. У. Милам признались, что изначально планировали избить Эммета Тилла, а затем сбросить его с обрыва в реку, чтобы напугать юношу. Однако, по их словам, во время избиения Тилл демонстративно не подчинялся, называл их «ублюдками», заявлял, что ничем не хуже них, и даже хвастался связями с белыми женщинами. После этого нападавшие поместили его в кузов грузовика и отправились к хлопкоочистительной фабрике, где взяли 70-фунтовый (32 кг) вентилятор — позже они признались, что лишь в этот момент почувствовали тревогу, опасаясь, что их могут заметить и обвинить в краже. Затем они долго ехали вдоль реки в поисках подходящего места, где можно было бы избавиться от тела. В итоге Тилла расстреляли у воды, а его тело, привязав к нему вентилятор, сбросили в реку.
Мозес Райт, дядя Эммета, провёл двадцать минут на крыльце, ожидая возвращения племянника, но так и не лёг спать. Вместе с ещё одним мужчиной он отправился в Мани за бензином, после чего они безуспешно пытались найти Тилла. К восьми утра они вернулись домой. Услышав от Райта, что тот боится обращаться в полицию из-за угрозы для своей жизни, кузен Эммета Кёртис Джонс сам позвонил шерифу округа Лефлор, а затем — своей матери в Чикаго. Та, в отчаянии, связалась с матерью Эммета, Мейми Тилл-Брэдли. Тем временем Мозес Райт и его жена Элизабет поехали в Самнер, где брат Элизабет сообщил о случившемся шерифу.
Брайант и Милам были допрошены шерифом округа Лефлор Джорджем Смитом. Они подтвердили, что забрали мальчика со двора его родственника, но утверждали, что отпустили его той же ночью у магазина Брайанта. Несмотря на это, их арестовали по обвинению в похищении:68. Вскоре весть об исчезновении Тилла распространилась, и к расследованию подключились активисты Национальной ассоциации содействия прогрессу цветного населения (НАСПЦН): Медгар Эверс, полевой секретарь отделения организации в Миссисипи, и Эмзи Мур, глава отделения в округе Боливар. Переодевшись сборщиками хлопка, они отправились на поля, пытаясь найти любые зацепки, которые могли бы помочь в поисках.
Спустя три дня после похищения и убийства тело Тилла было обнаружено двумя мальчиками, рыбачившими на реке Таллахатчи. Оно было сильно обезображено: голова размозжена (пулевое ранение над правым ухом, глаз выбит из орбиты), на спине и бёдрах виднелись следы жестоких побоев. К шее колючей проволокой был прикреплён вентилятор, чтобы утяжелить тело. Тилл был полностью раздет, но на пальце оставалось серебряное кольцо с инициалами «L. T.» и датой «25 мая 1943 года»:69—79. Лицо опознать было невозможно из-за травм и длительного пребывания в воде. Для идентификации к реке вызвали Мозеса Райта. Кольцо сняли с тела, передали Райту, а затем — окружному прокурору в качестве вещественного доказательства.

## Похороны и реакция

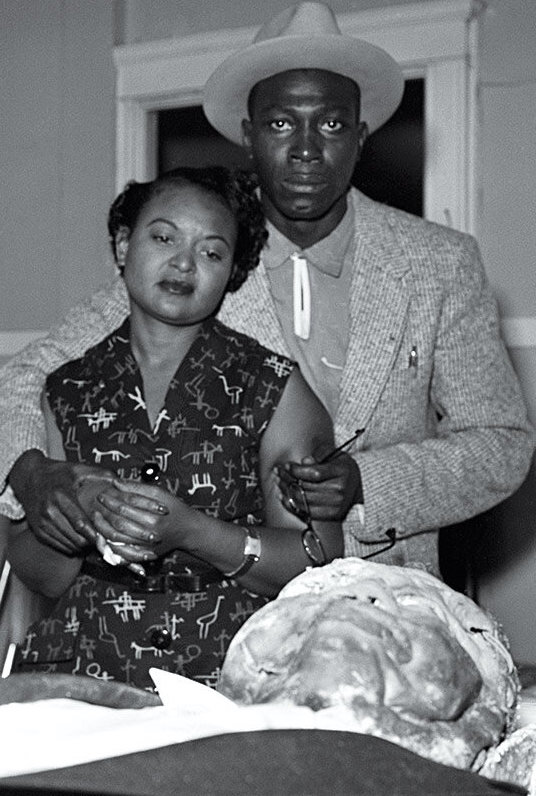
Мать Тилла склоняется над изуродованным телом сына. Рядом с ней стоит её жених Джин Мобли. Мейми Тилл настояла на том, чтобы похороны прошли с открытым гробом.

Хотя линчевания и убийства на расовой почве происходили на Юге США на протяжении десятилетий, обстоятельства убийства Эммета Тилла и его временной контекст стали катализатором, привлекшим общенациональное внимание к делу 14-летнего подростка, предположительно убитого за нарушение сложившейся социальной иерархии. Убийство Тилла вызвало бурную реакцию. Это преступление вызвало широкую дискуссию о сегрегации, работе правоохранительных органов, отношениях между Севером и Югом, социальном положении в Миссисипи, деятельности НАСПЦН и организаций вроде «советов белых граждан», а также о влиянии этого дела на международный имидж США в условиях холодной войны. Все эти аспекты активно обсуждались в прессе по всей стране и за рубежом.
После исчезновения Тилла краткое сообщение из трех абзацев было опубликовано в газете The Greenwood Commonwealth, а затем перепечатано другими изданиями Миссисипи. В ней сообщалось о его смерти и о том, что тело было найдено.  На следующий день, после публикации фотографии Эммета, сделанной его матерью на Рождество — на снимке они улыбались вместе, — в Jackson Daily News и Vicksburg Evening Post появились редакционные статьи и письма читателей, выражавшие стыд за тех, кто причастен к гибели мальчика. В одном из писем говорилось: «Сейчас каждый, кто любит штат Миссисипи, должен заявить о своей позиции, прежде чем белый сброд доведёт нас до катастрофы». Автор подчеркивал, что угрозу для общества представляют не афроамериканцы, а белые, поддерживающие насилие, в том числе члены «советов белых граждан».
Тело Тилла было одето, обработано известью, помещено в деревянный гроб и подготовлено к погребению. Возможно, его забальзамировали ещё в Миссисипи. Однако мать Эммета, Мейми Тилл-Брэдли, потребовала перевезти тело в Чикаго. Позже она вспоминала, что приложила все усилия, чтобы предотвратить немедленные похороны на Юге, и согласовывала этот вопрос с властями Иллинойса и Миссисипи. При этом посмертная медицинская экспертиза так и не была проведена:80—81.
Губернатор Миссисипи Хью Л. Уайт осудил убийство, заявив, что местные власти должны провести «тщательное расследование». Он отправил телеграмму в национальный офис НАСПЦН, пообещав разобраться в случившемся и подчеркнув, что «Миссисипи не поощряет подобные действия». Жители Дельты, как черные, так и белые, также дистанцировались от преступления, называя его варварством. Местные газеты однозначно осуждали убийц. Заместитель шерифа округа Лефлор Джон Котран заявил: «Белые жители возмущены тем, как поступили с этим мальчиком, и они не потерпят такого».

Однако вскоре обсуждение убийства Тилла усложнилось. Роберт Б. Паттерсон, глава «советов белых граждан», использовал эту трагедию для оправдания сегрегации, утверждая, что подобные меры якобы защищают афроамериканцев от насилия, НАСПЦН, по его словам, мешает этим усилиям. В ответ исполнительный секретарь НАСПЦН Рой Уилкинс назвал случившееся линчеванием и обвинил Миссисипи в попытке сохранить господство белых через убийства. «В этом штате нет ни стыда, ни совести — ни среди властей, ни в прессе, ни среди духовенства, ни среди так называемых лучших граждан», — заявил он. Мейми Тилл-Брэдли в интервью журналисту сказала, что намерена добиваться юридической помощи для поимки убийц сына и что власти Миссисипи должны нести ответственность, в том числе финансовую. Однако ее слова исказили, опубликовав фразу: «Миссисипи заплатит за это», что придало заявлению более радикальный смысл.

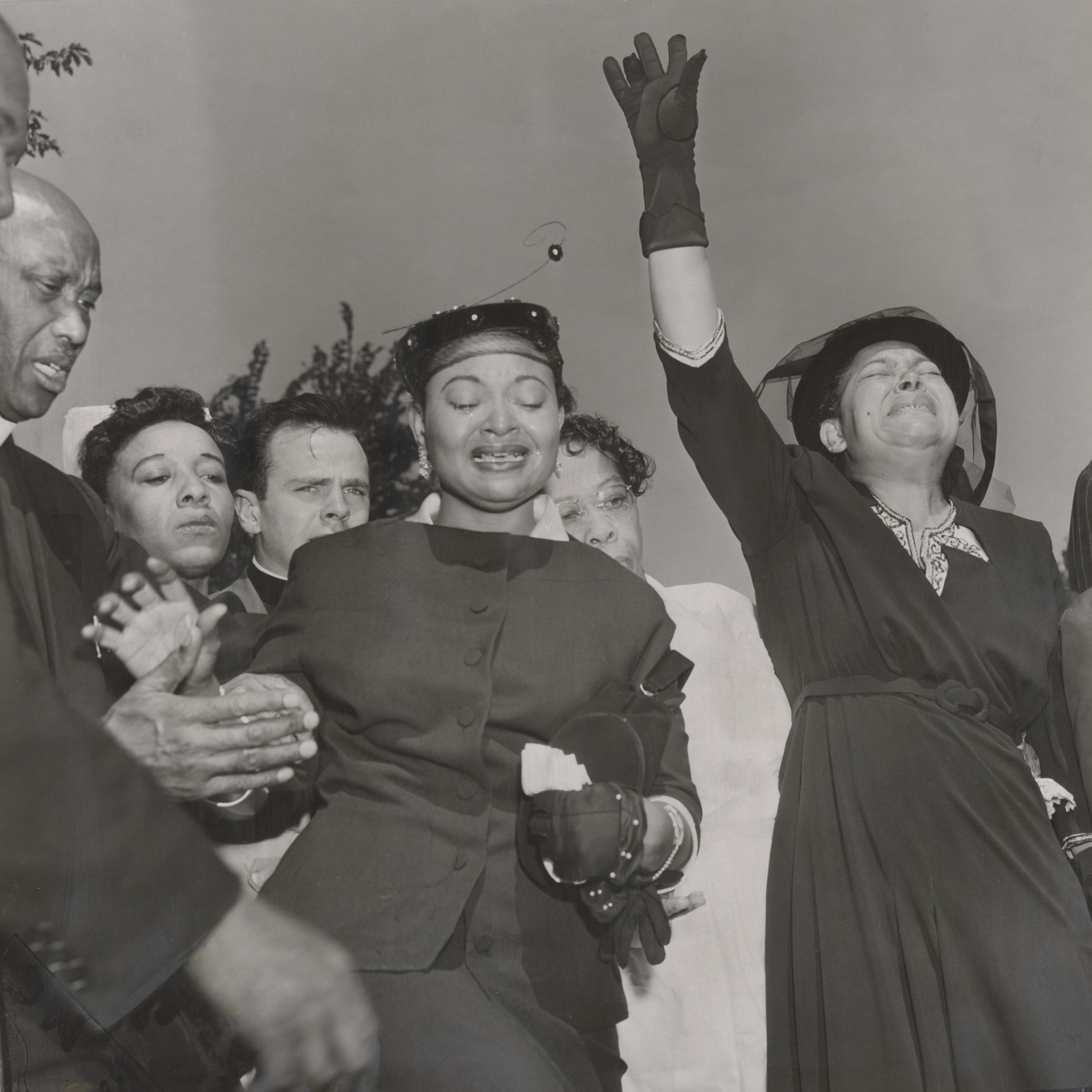
Мейми Тилл (в центре) на похоронах сына

Тело Эммета Тилла было доставлено в похоронное бюро А. А. Рейнера в Чикаго. По прибытии Мейми  настояла на том, чтобы увидеть сына и официально опознать его. Позже она вспоминала, что запах разложения ощущался уже за два квартала от морга. Потрясенная увиденным, Брэдли приняла решение устроить открытые похороны, заявив: «Я просто не могла описать словами, что лежало в этом гробу. Это было невозможно. И я хотела, чтобы весь мир это увидел». Десятки тысяч человек выстроились в очередь у похоронного бюро, чтобы проститься с мальчиком, а через несколько дней тысячи людей пришли на панихиду в храм Робертс Темпл.
Фотографии изуродованного тела Тилла были опубликованы в национальных СМИ, включая журнал Jet и газету The Chicago Defender, которые ориентировались на афроамериканскую аудиторию.  Эти снимки вызвали мощный общественный резонанс. Как писали The Nation и Newsweek, чернокожее сообщество Чикаго было «взбудоражено, как никогда прежде в связи с подобными преступлениями». Позже журнал Time включил одну из фотографий — на ней Мейми Тилл склонилась над телом сына — в список 100 «самых влиятельных изображений всех времен», отметив: «Почти столетие линчевания афроамериканцев происходили регулярно и безнаказанно. Но теперь, благодаря решимости матери показать варварство расправы, общество больше не могло делать вид, что не замечает того, чего не видело». 6 сентября 1955 года Эмметт Тилл был похоронен на кладбище Burr Oak Cemetery в Элсипе, штат Иллинойс.
Весть о его убийстве распространилась по всей стране. Мэр Чикаго Ричард Дж. Дэйли и губернатор Иллинойса Уильям Стрэттон, потребовали от властей Миссисипи обеспечить справедливое расследование.  В то же время местные газеты резко изменили тон публикаций: они распространяли ложные сообщения о «беспорядках» в морге Чикаго, печатали фотографии обвиняемых — Роя Брайанта и Дж. У. Милама — в военной форме и с улыбками на лицах, восхваляли «красоту и добродетель» Кэролайн Брайант. По всему штату циркулировали слухи о «вторжении возмущенных негров и северян», которые воспринимались всерьез, в том числе шерифом округа Лефлор. Т. Р. М. Ховард, влиятельный чернокожий предприниматель, хирург и борец за гражданские права, предупредил о возможной «второй гражданской войне», если «резня негров» продолжится.

После заявлений активиста Роя Уилкинса настроения среди белого населения начали меняться. Как отмечает историк Стивен Дж. Уитфилд, в Миссисипи особенно сильны были ксенофобские настроения, подпитываемые призывами игнорировать «давление Севера». Особенно ярко это проявлялось в округе Таллахатчи, который даже получил неофициальное название «Свободный штат Таллахатчи» — по словам бывшего шерифа, местные жители «делали что хотели», что осложняло управление регионом.

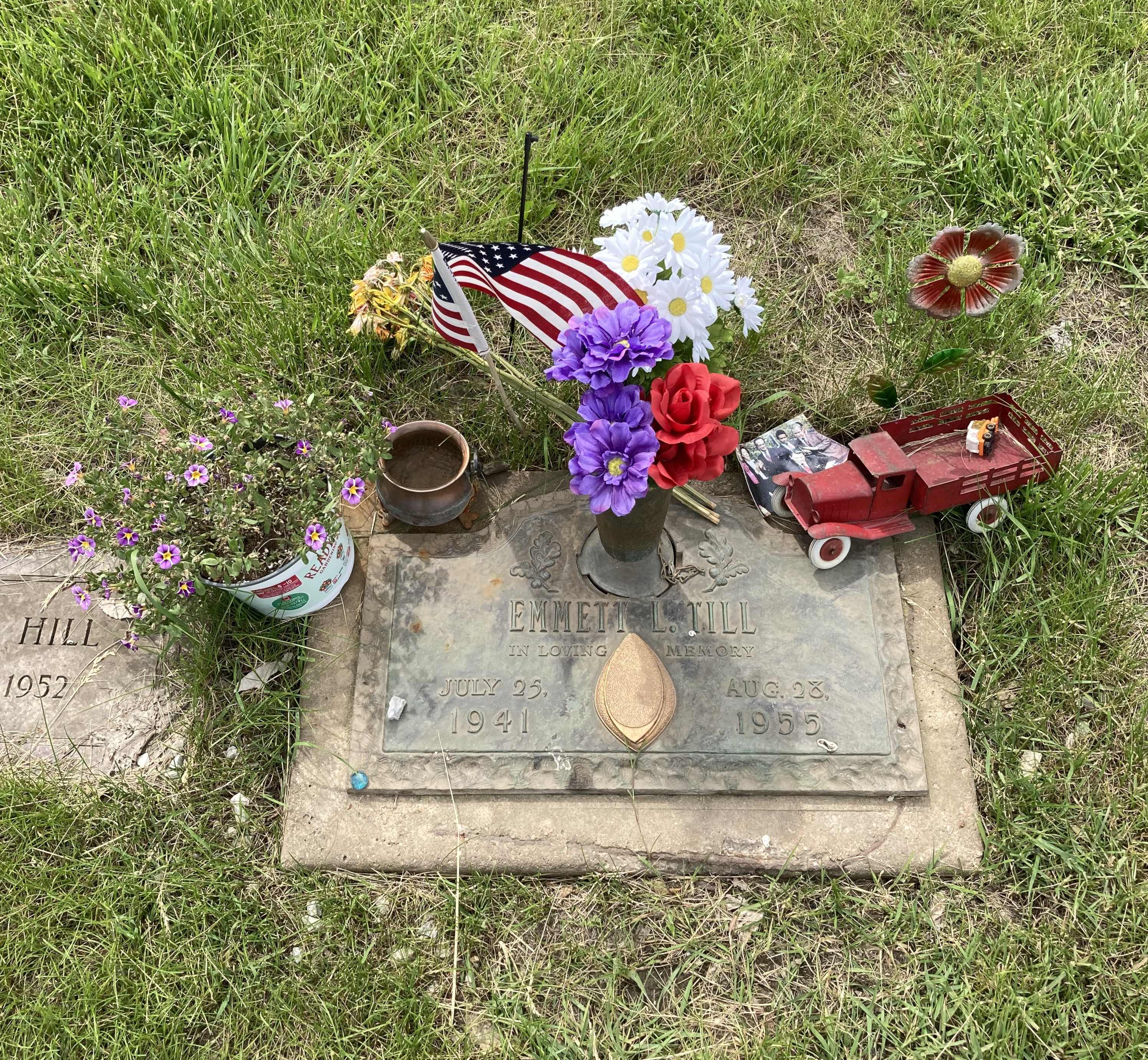
Место захоронения Эмметта Тилла

Шериф округа Таллахатчи Кларенс Страйдер, который изначально подтвердил личность тела Тилла и заявил, что обвинительное дело против Милама и Брайанта выглядит «достаточно убедительным», 3 сентября публично усомнился в том, что тело, извлечённое из реки Таллахатчи, действительно принадлежало погибшему подростку. Он выдвинул предположение, что мальчик, возможно, остался жив. По версии Страйдера, извлечённое тело могло быть подброшено активистами НАСПЦН: якобы это был похищенный труп, на который Т. Р. М. Ховард и его сообщники поместили кольцо Тилла, чтобы выдать его за тело убитого. Позднее Страйдер изменил свои показания после публикаций в прессе, где высказывались оскорбительные суждения о жителях Миссисипи. Впоследствии он пояснил свою позицию словами: «Последнее, чего бы мне хотелось, — это защищать этих недоумков. Но у меня просто не было выбора».
Брайант и Милам были официально обвинены в убийстве. Однако государственный обвинитель Гамильтон Колдуэлл сомневался в возможности добиться обвинительного приговора по делу, где белые мужчины обвинялись в насилии над чернокожим подростком, якобы оскорбившим белую женщину. Местная афроамериканская газета, как и The New York Times, выразила удивление фактом выдвижения обвинения и одобрила это решение. Публичные заявления в северных газетах и со стороны НАСПЦН вызвали беспокойство у прокурора Джеральда Чатема — он опасался, что, несмотря на убедительные доказательства, его ведомству не удастся добиться признания подсудимых виновными.
Первоначально у Брайанта и Милама возникли трудности с поиском адвокатов из-за недостатка средств, однако пять юристов из юридической фирмы в Самнере предложили свои услуги бесплатно. Сторонники обвиняемых организовали сбор пожертвований в магазинах и других общественных местах Дельты, в итоге собрав 10 000 долларов (что эквивалентно примерно 114 500 долларам в 2023 году) на нужды защиты.

## Суд над убийцами
Судебный процесс проходил в здании окружного суда в Самнере, западном административном центре округа Таллахатчи, поскольку именно в этой местности было обнаружено тело Тиля. Самнер, небольшой городок с единственной гостиницей, оказался в центре внимания журналистов со всей страны. Дэвид Халберстам позже назвал этот процесс «первым масштабным медиасобытием в истории движения за гражданские права». Один из репортёров, ранее освещавший суды над Бруно Хауптманом и «Пулемётом Келли», отметил, что никогда не видел такого ажиотажа вокруг судебного разбирательства.Для чернокожих посетителей в городе не было доступных гостиниц. Мейми Тилл-Брэдли приехала, чтобы дать показания, а среди других примечательных фигур был чернокожий конгрессмен Чарльз Диггс из Мичигана. Брэдли, Диггс и несколько темнокожих журналистов остановились в доме Т. Р. М. Говарда в Маунд-Бэйю. Его жилище, окружённое вооружённой охраной и расположенное на просторном участке, напоминало укреплённый комплекс.
Накануне суда молодой чернокожий мужчина по имени Фрэнк Янг сообщил Говарду, что знает о двух свидетелях преступления. Ими оказались Леви «Ту-Тайт» Коллинз и Генри Ли Логгинс — чернокожие работники Лесли Милама, брата одного из обвиняемых, в сарае которого избивали Тилла. Коллинза и Логгинса видели вместе с Дж. У. Миламом, Брайантом и Тиллом, однако обвинение не знало об их существовании. Тем временем шериф Страйдер поместил их в тюрьму Чарльстона, штат Миссисипи, чтобы предотвратить их появление в суде.
Слушания начались в сентябре 1955 года и продлились пять дней в условиях необычайно жаркой погоды. Зал суда был переполнен — на 280 мест не оставалось свободных, причём чернокожие зрители сидели на отведённых для них сегрегированных местах. Среди присутствующих были журналисты из крупных национальных изданий, включая афроамериканскую прессу, однако чернокожим репортёрам приходилось сидеть в отдельной секции, подальше от присяжных. Шериф Страйдер встречал чернокожих зрителей, возвращавшихся с обеда, «дружелюбным»: «Здорово, нигеры!» Некоторые гости с Севера отмечали неформальную атмосферу суда: присяжным разрешалось пить пиво во время заседаний, а многие белые мужчины в зале носили при себе огнестрельное оружие.
Защита пыталась оспорить личность тела, извлечённого из реки, утверждая, что его невозможно достоверно идентифицировать, и даже ставя под сомнение сам факт смерти Тилла.  Адвокаты также заявляли, что хотя Брайант и Милам действительно забрали Тилла из дома его двоюродного деда, они отпустили его той же ночью. Кроме того, защита стремилась доказать, что Мозес Райт — которого обвинение почтительно называло «дядя Моз», а защита просто «Моз» — не мог опознать Брайанта и Милама как людей, похитивших Тилла. Они указывали на то, что в тот вечер в доме был включён только фонарь Милама, а другие источники света не использовались. Хотя сами обвиняемые представились Райту, когда забирали Тилла, он утверждал, что разглядел в темноте лишь Милама. Показания Райта стали актом невероятного мужества: это был, вероятно, первый случай в истории Юга, когда чернокожий свидетель открыто обвинил белого человека в суде — и остался в живых.
В зале суда присутствовал журналист Джеймс Хикс, работавший в информационном агентстве Национальной ассоциации негритянских издателей. Его особенно поразил момент, когда Райт встал, чтобы опознать Милама, указав на него и сказав: «Вот он». Хикс назвал этот момент историческим и наполненным «электрическим напряжением». Репортер из New York Post отметил, что после опознания Райт «резко опустился на место, и это лучше любых слов показало, каких душевных сил ему стоило его действие». Один из журналистов New Orleans Times-Picayune, освещавший процесс, заявил, что это было «самое драматичное зрелище» в его карьере.
Мейми Тилл-Брэдли в своих показаниях рассказала, что перед поездкой в Миссисипи предупредила сына о необходимости соблюдать осторожность и вести себя смиренно. Она наказала ему, что если белые потребуют от него встать на колени и просить прощения, он должен сделать это без раздумий. Защита подвергла сомнению её утверждение, что в гробу в Чикаго лежало тело её сына, а также обратила внимание на страховой полис на 400 долларов (что эквивалентно примерно 4700 долларам в 2024 году), который она оформила на него.
Пока шло судебное разбирательство, шериф округа Лефлор Джордж Смит, журналист Уильям Ховард и несколько репортеров, как черных, так и белых, пытались разыскать Коллинза и Логгинса. Их найти не удалось, но были обнаружены трое свидетелей, которые видели Коллинза и Логгинса вместе с Миламом и Брайантом на участке Лесли Милама.  Двое из них подтвердили, что слышали звуки побоев и крики. Один свидетель говорил так тихо, что судья несколько раз потребовал, чтобы он повысил голос. Он рассказал, что слышал, как жертва кричала: «Мама, Господи, помилуй! Господи, помилуй!» Шериф Страйдер, , выступая в защиту обвиняемых, повторил свою версию о том, что Тилл остался жив, а тело, извлеченное из реки, принадлежало белому человеку. Врач из Гринвуда заявил под присягой, что тело было настолько разложившимся, что опознание невозможно, а значит, оно находилось в воде слишком долго, чтобы быть телом Тилла.
Кэролайн Брайант получила возможность дать показания в суде, однако судья Кёртис Сванго согласился с возражением обвинения о том, что её показания не имеют отношения к похищению и убийству Тила, поэтому присяжные не присутствовали на этом этапе.  Защита настаивала на включении её показаний в протокол на случай, если подсудимые будут осуждены, чтобы использовать их при возможной апелляции.
В заключительных речах один из прокуроров заявил, что, хотя поступок Тила был неправильным, он заслуживал лишь наказания, но не убийства. Джеральд Чатем эмоционально призвал к справедливости и высмеял заявления шерифа и врача, намекавшие на теорию заговора. Мейми Брэдли отметила, что была глубоко впечатлена его речью. Защита же утверждала, что версия обвинения о событиях в ночь убийства маловероятна, и заявила, что «предки присяжных перевернулись бы в гробах», если бы те вынесли обвинительный приговор Брайанту и Миламу. По законам Миссисипи, за убийство при отягчающих обстоятельствах возможны только три варианта приговора: пожизненное заключение, смертная казнь или оправдание. 23 сентября полностью белое и исключительно мужское жюри присяжных (женщины и чернокожие не допускались к участию) оправдало Милама и Брайанта после всего 67 минут совещания. Один из присяжных позже заметил: «Если бы мы не прервались на газировку, это заняло бы ещё меньше времени».
В ходе послесудебного анализа ответственность за исход дела распределялась по-разному. Мейми Тилл-Брэдли подвергалась критике за то, что недостаточно эмоционально вела себя на суде, в частности, за то, что мало плакала.Отмечалось также, что присяжные были выбраны почти исключительно из жителей холмистой части округа Таллахачи, где из-за более бедной экономической ситуации белые и чернокожие конкурировали за землю и другие сельскохозяйственные ресурсы. Как отмечает историк Стивен Уитакер, в отличие от населения, жившего ближе к реке (а значит, ближе к Брайанту и Миламу в округе Лефлор), которое придерживалось патерналистского отношения к чернокожим, жители восточной части округа отличались крайней степенью расизма. Обвинение также критиковали за то, что оно отклонило всех потенциальных присяжных, лично знакомых с Миламом или Брайантом, опасаясь, что такие присяжные проголосуют за оправдательный вердикт. Позже Уитакер указал, что это было ошибкой, поскольку те, кто знал подсудимых, обычно относились к ним негативно. Во время обсуждения вердикта один из присяжных дважды голосовал за признание вины, но в третий раз присоединился к остальным и проголосовал за оправдание. В более поздних интервью присяжные признавали, что понимали виновность Брайанта и Милама, но просто не считали пожизненное заключение или смертную казнь подходящим наказанием для белых, убивших чернокожего. Впрочем, двое присяжных даже в 2005 году утверждали, что верили доводам защиты, а также заявляли, что обвинение не доказало ни факта смерти Тилла, ни того, что из реки достали именно его тело.
В ноябре 1955 года большое жюри отказалось выдвигать обвинения против Брайанта и Милама за похищение Тилла, несмотря на их собственные признания в том, что они увезли подростка. Мозес Райт и молодой человек по имени Уилли Рид, свидетельствовавшие о том, что видели, как Милам входил в сарай, откуда доносились крики и звуки ударов, давали показания перед жюри. После суда Т. Р. М. Ховард оплатил переезд в Чикаго для Райта, Рида и ещё одного чернокожего свидетеля, выступившего против обвиняемых, чтобы защитить их от возможной мести за показания. Рид, позже сменивший имя на Уилли Луи, чтобы скрыться, прожил в Чикаго до своей смерти 18 июля 2013 года. Он избегал публичности и даже скрывал свою историю от жены, пока та не узнала о ней от родственников. Впервые он публично заговорил о деле в документальном фильме PBS «Убийство Эмметта Тилла», вышедшем в 2003 году.

## Освещение в СМИ
В крупных международных городах газеты, а также религиозные и социалистические издания выражали возмущение приговором по делу Эмметта Тилла и резко критиковали американское общество. В то же время южные газеты, особенно в Миссисипи, писали, что судебная система выполнила свою работу. История Тилла продолжала оставаться в центре внимания ещё несколько недель после суда, вызывая жаркие споры в прессе, среди активистов НАСПЦН и известных сторонников сегрегации. Дискуссии касались вопросов справедливости для чернокожих и допустимости законов Джима Кроу, закреплявших расовое неравенство.
В октябре 1955 года газета Jackson Daily News опубликовала ранее скрытые армейскими властями США факты о прошлом отца Эммета — Луи Тилла. Оказывается, во время службы в Италии тот был осуждён военным трибуналом за изнасилование двух женщин и убийство третьей. Приговор был приведён в исполнение в июле 1945 года — Луи Тилла повесили близ Пизы. Мейми Тилл-Брэдли и её семья не знали об этих обстоятельствах, получив лишь уведомление о том, что Луи погиб из-за «умышленных правонарушений». Сенаторы от Миссисипи Джеймс Истленд и Джон Стеннис изучили военные архивы и обнародовали преступления Луи Тилла. Хотя суд по делу об убийстве Эмметта к тому времени уже завершился, новости о его отце неделями печатались на первых полосах газет Миссисипи в октябре и ноябре 1955 года. Это вновь разожгло споры о поведении самого Эмметта и добропорядочности Кэролайн Брайант. Историк Стивен Уитфилд отмечает, что странным образом внимание общественности сместилось с поиска виновных в убийстве мальчика на обсуждение преступлений его отца. По словам исследователей Дэвиса Хоука и Мэтью Гринди, «Луи Тилл стал важной риторической фигурой в идеологической борьбе Севера и Юга, чернокожих и белых, НАСПЦН и „советов белых граждан“».
В 2016 году писатель Джон Эдгар Уайдеман, изучив обстоятельства дел об изнасилованиях и убийстве, в которых обвиняли Луи Тилла, высказал предположение, что огласка этих событий могла повлиять на решение большого жюри, которое, несмотря на признание подсудимых в похищении Эмметта из дома его дяди, отказалось даже выдвинуть против них обвинение.  Уайдеман также допустил, что осуждение и казнь Луи Тилла могли быть мотивированы расовыми предрассудками, назвав его суд «фарсовым военным трибуналом».
Если изложенные в журнале Look факты о деле Эмметта Тилла соответствуют действительности, то перед нами предстаёт следующая картина: двое взрослых вооружённых мужчин ночью похищают четырнадцатилетнего мальчика с целью запугать его. Однако вместо того, чтобы поддаться страху, невооружённый подросток, оказавшись один в темноте, демонстрирует такую силу духа, что сами похитители приходят в ужас и, будучи вооружёнными, видят лишь один выход — убить его. Возникает вопрос: чего же на самом деле боимся мы, жители Миссисипи?
В 1956 году Рой Брайант и Дж. У. Милам, будучи защищены от повторного судебного преследования благодаря принципу double jeopardy (запрету дважды судить за одно преступление), заключили сделку с журналом Look. Они согласились дать интервью журналисту Уильяму Брэдфорду Хьюи за сумму от 3600 до 4000 долларов. Беседа проходила в офисе адвокатов, которые ранее защищали Брайанта и Милама в суде. Примечательно, что вопросы задавали не сам Хьюи, а юристы обвиняемых. Как выяснилось, до этого момента защитники даже не слышали подробного рассказа своих клиентов о произошедшем убийстве. По словам Хьюи, старший из подсудимых, Милам, держался увереннее и выражался более четко, чем молодой Брайант. Милам открыто признался, что лично застрелил Тилла, причем ни он, ни его сообщник не считали себя виновными и не видели в своих действиях ничего предосудительного.  
Публикация этого интервью вызвала бурную реакцию в обществе. Откровенное признание Брайанта и Милама в убийстве подростка заставило ведущих деятелей движения за гражданские права активизировать давление на федеральные власти с требованием возобновить расследование. Дело Эмметта Тилла стало одним из факторов, способствовавших принятию Конгрессом США Закона о гражданских правах 1957 года. Этот документ предоставил Министерству юстиции право вмешиваться в дела местных правоохранительных органов, если нарушались конституционные права граждан.
Однако, как отмечают историки Дэвид и Линда Бейто, интервью Хьюи, в котором убийцы утверждали, что действовали в одиночку, заслонило собой противоречия в более ранних версиях событий. В результате, возможная причастность других лиц к похищению, убийству или сокрытию преступления оказалась забытой, а многие важные детали так и не были должным образом расследованы.

## Последующие события

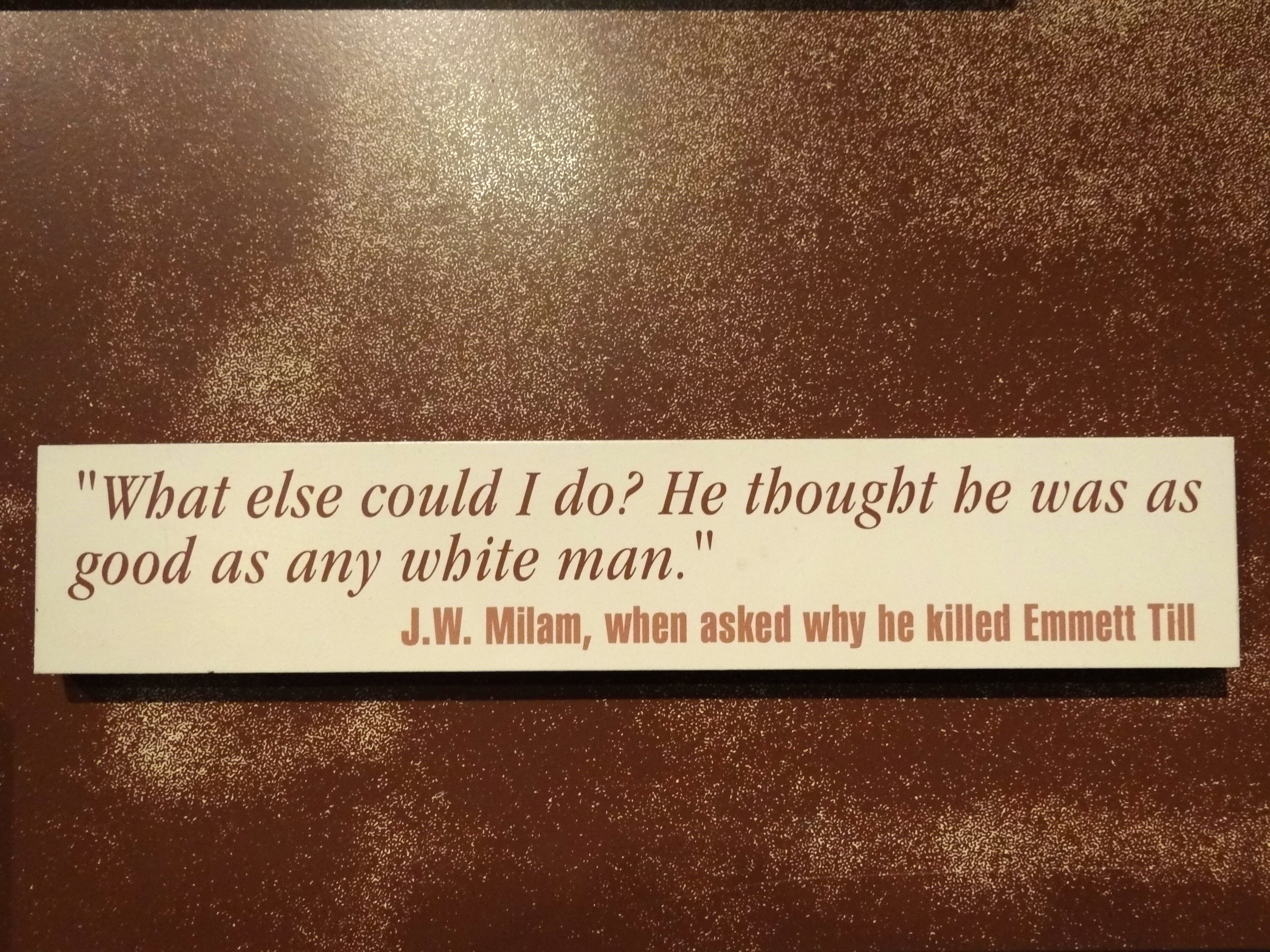
Как еще я мог поступить? Он считал себя не хуже любого белого. Цитата Милама, представленная в Национальном музее гражданских прав в Мемфисе, штат Теннесси

Убийство Эмметта Тилла усилило страх среди чернокожего населения в штате Миссисипи, где люди опасались, что могут стать жертвами насилия, не получив защиты от закона. Как вспоминала Делорис Мелтон Грэшем, чей отец был убит спустя несколько месяцев после Тилла, в то время бытовало выражение: «На черных объявлен открытый сезон. Убей их — и останешься безнаказанным»..
После того как Рой Брайант и Дж. У. Милам публично признались журналисту Уильяму Хьюи в убийстве Тилла, их репутация в Миссисипи резко ухудшилась. Многие из тех, кто ранее поддерживал их, в том числе жертвовавшие деньги на их защиту в суде, отвернулись от них. Чернокожие жители объявили бойкот магазинам Брайанта и Милама, что привело к их разорению. Банки отказывали им в кредитах на посевные работы. Милам, несмотря на все трудности, сумел получить ссуду в размере 4000 долларов и арендовал 217 акров земли для выращивания хлопка, однако чернокожие работники отказывались трудиться на него. Ему пришлось нанимать белых, платя им более высокую заработную плату.
В конечном итоге Брайант и Милам переехали в Техас, но и там их преследовала дурная слава. В 1961 году Брайант, заметив машину с номерами из Таллахатчи, попытался заговорить с водителем, но тот, узнав его имя, молча уехал. Через несколько лет оба вернулись в Миссисипи.
Милам устроился оператором тяжелой техники, но из-за ухудшения здоровья был вынужден уйти на пенсию. В последующие годы его неоднократно судили за различные правонарушения, включая нападение, мошенничество с чеками и использование украденной кредитной карты. Он скончался от рака позвоночника 31 декабря 1980 года в возрасте 61 года.
Брайант в Техасе работал сварщиком, но из-за прогрессирующей слепоты оставил эту профессию. В какой-то момент он развелся с Кэролайн Брайант и в 1980 году женился повторно. Позже он открыл магазин в Рулвилле, Миссисипи, однако в 1984 и 1988 годах был осужден за мошенничество с талонами на питание.В интервью 1985 года Брайант, хотя и признавался в убийстве Тилла в 1956 году, на этот раз отрицал свою вину, заявив: «Если бы Эмметт Тилл не вышел за рамки дозволенного, возможно, ничего бы и не случилось». Опасаясь бойкотов и возможной мести, он вёл замкнутый образ жизни, отказывался фотографироваться и скрывал точное местоположение своего магазина, объясняя это тем, что «новое поколение другое, и я не хочу однажды тёмной ночью получить пулю». Он умер от рака 1 сентября 1994 года в возрасте 63 лет:24—26.
Мейми Тилл вышла замуж за Джина Мобли, сменила фамилию на Тилл-Мобли и посвятила свою жизнь преподавательской деятельности, а также просвещению людей о деле своего сына. В 1992 году ей довелось тайно присутствовать на интервью, где Брайант говорил об убийстве Тилла. Не подозревая, что Тилл-Мобли его слышит, он заявил, что Тилл разрушил его жизнь, не выразил ни малейшего раскаяния и добавил: «Эмметт Тилл мертв. Почему он не может просто оставаться мёртвым?».
В 1996 году документалист Кит Бошан, глубоко потрясённый фотографией Эмметта Тилла в открытом гробу, начал подготовку к съёмкам художественного фильма об этом убийстве. В ходе исследования он пришёл к предположению, что к преступлению могли быть причастны до 14 человек, включая Кэролайн Брайант Донэм (к тому времени вновь вышедшую замуж). Свидетель Мозес Райт упоминал, что перед тем, как Брайант и Милам увезли мальчика, кто-то с «более высоким голосом» подтвердил, что во дворе находился именно Тилл. Бошан посвятил следующие девять лет созданию документальной ленты «Нерассказанная история Эмметта Луи Тилла», вышедшей в 2005 году.
Двумя годами раннее телеканал PBS выпустил эпизод программы «Американское приключение» под названием «Убийство Эмметта Тилла», а в 2005 году журналист CBS Эд Брэдли представил в рамках передачи «60 минут» расследование этого преступления, включавшее попытку взять интервью у Кэролайн Брайант в её доме в Гринвилле, штат Миссисипи.
Вопросы о круге участников убийства и последующего сокрытия преступления поднимались в книгах Стивена Дж. Уитфилда (1991), Кристофера Метресса (2002) и в мемуарах Мейми Тилл-Мобли, опубликованных в 2003 году. В начале XXI века федеральные власти предприняли попытки прояснить обстоятельства дела, включая идентификацию тела, извлечённого из реки Таллахатчи.
В 2004 году Министерство юстиции США объявило о возобновлении расследования с целью установить, были ли среди виновных лица, помимо Милама и Брайанта. ИПрофессор Университета Алабамы Дэвид Т. Бейто отметил, что убийство Тилла «приобрело почти мифический статус, подобно убийству Кеннеди». Это расследование стало частью масштабной инициативы по пересмотру «холодных дел» времён борьбы за гражданские права, в надежде найти новые доказательства по другим нераскрытым преступлениям.
В 2005 году тело Тилла было эксгумировано, и коронер округа Кук провёл вскрытие. Сравнение ДНК родственников, анализ зубных записей и антропологическое исследование подтвердили, что останки принадлежали Эмметту Тиллу. Обследование выявило множественные повреждения черепа, перелом левого бедра и обеих запястий. Фрагменты металла в черепной коробке соответствовали пулям, выпущенным из пистолета калибра .45:99—109.
В феврале 2007 года большое жюри округа Лефлор, состоявшее преимущественно из афроамериканцев и созванное темнокожей прокурором Джойс Чайлз, не нашло достаточных оснований для утверждений Бошана о 14 участниках похищения и убийства. Бошан резко раскритиковал это решение. Историки Дэвид Бейто и Хуан Уильямс, участвовавшие в создании материалов для документального цикла «Eyes on the Prize», обвинили его в попытке исказить исторические факты и отвлечь внимание от других нераскрытых дел. Жюри также не усмотрело оснований для обвинений в адрес Кэролайн Брайант Донэм. Ни ФБР, ни жюри не нашли доказательств причастности к преступлению Генри Ли Логгинса, которого Бошан называл потенциальным обвиняемым. При этом сам Бошан отказался назвать остальных предполагаемых участников, о которых говорил в своих заявлениях.

### Утверждение о том, что Кэролайн Брайант отказалась от своих показаний
В 2017 году историк и писатель Тимоти Тайсон обнародовал детали своего интервью с Кэролайн Брайант, записанного в 2008 году. По его утверждению, Брайант призналась, что часть её показаний на суде над убийцами Эммета Тилла была сфальсифицирована Согласно записям Тайсона, Брайант отказалась от своих прежних слов о том, что Тилл якобы обхватил её за талию и произносил непристойности, заявив: «это неправда». Примечательно, что присяжные не слышали эти показания во время процесса, поскольку судья счёл их недопустимыми, однако они были озвучены в зале суда. Защита настаивала на включении свидетельских показаний Брайант в материалы дела на случай возможного обжалования обвинительного приговора. Во время беседы с Тайсоном в 2007 году 72-летняя Брайант заявила, что не помнит других подробностей инцидента в магазине. По словам исследователя, она также произнесла: «ни один поступок того мальчика не мог оправдать того, что с ним произошло». Тайсон отметил, что Рой Брайант, муж Кэролайн, проявлял по отношению к ней насилие, и «было очевидно, что она его боится». Историк предположил, что Брайант исказила свои показания под давлением. В своих воспоминаниях она описывала соучастника убийства, Дж. У. Милама, как «властного, жестокого и бессердечного человека».

В редакционной статье The New York Times, посвящённой признанию Брайант в лжесвидетельстве, подчёркивалось: 

Это признание напоминает нам, как в таких местах, как Миссисипи, жизни чёрных людей приносились в жертву белой лжи. Оно также вновь ставит вопрос о том, почему никто не понёс наказания за самое известное расово мотивированное убийство XX века, несмотря на тщательное расследование ФБР.

Издание также процитировало Уилера Паркера, двоюродного брата Эммета Тилла, который сказал:
Я надеялся, что однажды она [Брайант] признается, поэтому для меня важно, что она это сделала, и это приносит мне некоторое удовлетворение. Это помогает людям понять, как слово белого человека против чёрного становилось законом, и сколько чёрных людей погибло из-за этого. Это важный исторический урок, показывающий, через что пришлось пройти чёрным в те времена.
Однако в аудиозаписи интервью, предоставленной Тайсоном, отсутствует фрагмент, где Брайант якобы отказывается от своих показаний. Сам историк объяснил это тем, что в тот момент только настраивал диктофон. В качестве подтверждения своих слов он сослался на рукописные заметки, сделанные во время беседы.
В марте 2018 года Министерство юстиции США сообщило Конгрессу о возобновлении расследования убийства Тилла в связи с появлением новых сведений. Однако в декабре 2021 года ведомство объявило о прекращении расследования по данному делу.

### Обнаружение неисполненного ордера на арест
В июне 2022 года в подвале здания суда был обнаружен неисполненный ордер на арест Кэролайн Брайант, датированный 29 августа 1955 года и подписанный клерком округа Лефлор. Документ нашли участники Фонда наследия Эммета Тилла. После этой находки родственники Тилла потребовали ареста Донэм. Однако окружной прокурор отказался возбуждать против неё уголовное дело, заявив, что новых доказательств, которые позволили бы пересмотреть дело, не существует.
В августе 2022 года большое жюри пришло к выводу, что доказательств для предъявления обвинений Донэм недостаточно.
В декабре того же года город Боулинг-Грин в штате Кентукки отменил ежегодный рождественский парад, запланированный на 3 декабря, из-за угроз насилия в адрес групп, которые собирались протестовать возле дома Донэм. Она проживала в квартире на Шайв-Лейн в Боулинг-Грине. В итоге акции протеста прошли мирно.

### Мемуары Кэролайн Брайант
В 2022 году мемуары Кэролин Брайант Донэм под названием  I Am More Than a Wolf Whistle объёмом 99 страниц были скопированы и переданы изданию NewsOne анонимным источником. Оригинал текста ранее был передан Университету Северной Каролины с условием его закрытого хранения до 2036 года.
Эти воспоминания были подготовлены невесткой Донэм Маршей Брайант, которая предоставила материалы историку Тимоти Тайсону, полагая, что он займется их редактированием. Однако Тайсон отрицал наличие подобной договоренности и поместил рукопись в архив Южной исторической коллекции библиотеки Университета Северной Каролины в Чапел-Хилл, установив ограничение на доступ к документу сроком на 20 лет или до смерти автора.

В рукописи центральное место занимают два ключевых периода её жизни. Первая часть книги, составляющая примерно треть объёма, посвящена описанию её юности, проведённой на американском Юге, в частности, детским годам на плантации Арчер в штате Миссисипи. В этих воспоминаниях Донэм с ностальгией упоминает чернокожую женщину по имени Энни Фримен, работавшую у её семьи, которую она, по собственным словам, искренне любила. Автор обращает внимание на внешность Фримен, отмечая, что та обладала кожей «цвета горячего шоколада». Основное содержание произведения — оставшиеся две трети текста — сосредоточено на событиях, связанных с инцидентом в магазине, последовавшим за ним судебным процессом и дальнейшими последствиями. Заключительный абзац рукописи содержит следующие слова Донэм:
Я всегда чувствовала себя жертвой, такой же, как и Эмметт. Он вошёл в наш магазин и дотронулся до меня безо всякой причины. Считаю ли я, что это заслуживало смерти? Безусловно, нет! Но заплатили ли мы оба за это? Да, заплатили. Он заплатил высшую цену — своей жизнью. А я — искалеченной судьбой.
Публикация этих мемуаров спровоцировала волну резкой критики. Литературные эксперты, историки и общественные деятели обратили внимание на многочисленные фактические противоречия в тексте, искажение исторического контекста и отсутствие у автора какого-либо раскаяния. Журналист-расследователь Джерри Митчелл указал на явные несоответствия в описании событий, подчеркнув, что Донэм изображает четырнадцатилетнего Эмметта как взрослого мужчину лет двадцати, тем самым воспроизводя расистский стереотип о «чернокожем насильнике». Другие аналитики охарактеризовали книгу как попытку самооправдания, наполненную ложными утверждениями и уничижительными клише в отношении афроамериканцев. Режиссёр Кит Бошан раскритиковал Донэм за её позицию, заявив, что её мемуары представляют собой неуклюжую попытку оправдать собственное участие в трагедии. Издание Bossip в своей рецензии назвало книгу «злобным манифестом» и потребовало привлечения автора к уголовной ответственности.

Особенно жёсткую оценку мемуарам дал обозреватель The New York Times Чарльз Блоу: 
На каждой странице она упускала возможность хотя бы попытаться искупить свою вину или совершить поступок, который мог бы хоть отчасти компенсировать её роль в убийстве ребёнка. Слова, которые она написала в этой книге, не стоят ровным счётом ничего.
Сама Кэролайн Брайант Донэм скончалась 25 апреля 2023 года в возрасте 88 лет.

## Влияние на движение за гражданские права
Дело Эмметиа Тилла стало символом несправедливости, которую испытывали афроамериканцы на Юге США. Как позже отмечала Майрли Эверс, вдова активиста Медгара Эверса,  этот случай «вызвал волну возмущения, которая… прокатилась по всему миру, высветив расизм Миссисипи под пристальным вниманием международной общественности».
Мать Эммета, Мейми Тилл, отправилась в тур по стране, организованный НАСЦПН, который стал одним из самых успешных сборов средств в истории организации. Журналист Луи Ломакс назвал гибель Тилла отправной точкой того, что он охарактеризовал как «восстание чернокожих», а исследовательница Кленора Хадсон-Уимс увидела в Эмметте «жертвенного агнца» за гражданские права. Активист НАСПЦН Эмзи Мур считал, что именно это убийство положило начало борьбе за равноправие, по крайней мере, в Миссисипи. 
Документальный сериал Eyes on the Prize (1987), удостоенный премии «Эмми», начинается с рассказа об убийстве Эмметта Тилла. Материалы, сопровождающие сериал, подробно исследуют ключевые события и фигуры движения за гражданские права. Историк Стивен Уитакер отмечал, что после огласки, которую получили гибель Тилла и последовавший суд, Миссисипи в глазах нации превратился в олицетворение расизма и оплот превосходства белых. С этого момента любое проявление расовой несправедливости в штате привлекало пристальное внимание и широко обсуждалось. Для чернокожего населения Юга, а отчасти и всей страны, оправдательный приговор убийцам Тилла означал крах надежд на снисхождение со стороны белых. Доверие к существующей правовой системе резко упало, вера в законность ослабла, и, как пишет Уитакер, «восстание официально началось 1 декабря 1955 годас бойкота автобусных линий в Монтгомери, штат Алабама».
Роза Паркс, отказавшаяся уступить место белому пассажиру в автобусе, что привело к началу протестов, позже признавалась: «Я подумала об Эмметте Тилле — и не могла отступить». В Монтгомери, спустя несколько месяцев после убийства, Паркс участвовала в митинге, организованном Мартином Лютером Кингом в память о Тилле. Вскоре после этого её арест за нарушение сегрегационных правил спровоцировал массовый бойкот общественного транспорта, который длился больше года и стал одной из первых крупных организованных акций движения за гражданские права.
Как отмечает историк Клейборн Карсон, смерть Тилла, а также широкое освещение событий вокруг десегрегации школы в Литл-Роке в 1957 году, оказали сильнейшее влияние на молодых афроамериканцев. Именно из этого накопившегося недовольства и осознания необходимости борьбы выросли сидячие забастовки 1960-х годов. Например, молодой Кассиус Клей (будущий Мухаммед Али), увидев фотографии изуродованного тела Тилла, в порыве гнева вместе с другом повредили железнодорожные пути, что привело к сходу локомотива с рельсов.

## Отражение в культуре

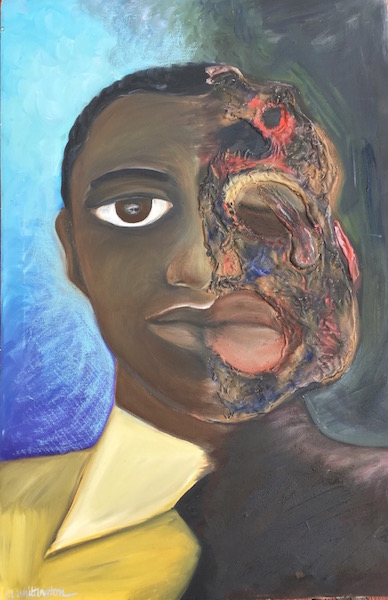
Картина Лизы Уиттингтон «Эмметт Тилл: каким она отправила его и каким получила обратно» (2012)

Убийство Эммета Тилла оказало глубокое влияние на американскую культуру, вдохновив многих писателей, драматургов, музыкантов и художников на создание произведений, отражающих трагедию его гибели и поднимающих вопросы расового насилия и несправедливости. Уже 1 октября 1955 года, всего через месяц после смерти Тилла, поэт Лэнгстон Хьюз посвятил ему стихотворение без названия (позже получившее название «Миссисипи — 1955»), опубликованное в его колонке в газете The Chicago Defender. Это стихотворение перепечатывалось по всей стране, а другие авторы впоследствии вносили в него изменения, адаптируя к новым контекстам.
Белый писатель Уильям Фолкнер, уроженец Миссисипи, часто обращавшийся в своих работах к расовой проблематике, написал два эссе, связанных с делом Тилла. Первое было опубликовано до суда и содержало призыв к национальному единству, а второе, озаглавленное «О страхе», вышло в 1956 году в журнале Harper's. В нём Фолкнер подверг сомнению идеологию сегрегации, указывая на её иррациональную природу.
В 1957 году история Тилла легла в основу эпизода телепрограммы The U.S. Steel Hour под названием «Полдень Судного дня», написанного Родом Серлингом. Автора поразила скорость, с которой белые жители Миссисипи сплотились вокруг обвиняемых — Брайанта и Милама. Хотя сценарий был значительно изменён, чтобы избежать прямых отсылок к Тиллу и даже не указывать расу убитого, организации белых супремасистов пригрозили бойкотировать компанию U.S. Steel. В итоге вышедший эпизод имел мало общего с реальными событиями.
Писатель Джеймс Болдуин в 1964 году создал пьесу «Блюз для мистера Чарли», вдохновлённую делом Тилла. Позже он признавался, что эта история долгое время не давала ему покоя. Энн Муди в своей автобиографии «Взросление в Миссисипи» упоминала убийство Тилла как момент, когда она впервые осознала чувство ненависти, вызванное расовой несправедливостью. Поэтесса Одри Лорд в стихотворении «Послеобразы» (1981) размышляет о восприятии Кэролайн Брайант спустя годы после суда.
Тема убийства Тилла также нашла отражение в художественной литературе. Роман Биби Мур Кэмпбелл «Твоя печаль не похожа на мою» (1992) основан на этих событиях. Тони Моррисон упоминает Тилла в романе «Песнь Соломона» (1977), а позже пишет пьесу «Мечтающий Эмметт» (1986), исследуя его жизнь и последствия убийства через призму гендерных ролей в чёрном сообществе. По словам Моррисон, её вдохновила идея о том, как время может быть переосмыслено человеком, который возвращается из небытия, чтобы потребовать справедливости.
Музыканты также откликнулись на эту трагедию. Эммилу Харрис включила песню «My Name is Emmett Till» в свой альбом 2011 года, а Жанель Монэ в композиции «Hell You Talmbout» (2015) перечисляет имена афроамериканцев, погибших от рук расистов или полицейских, среди которых звучит и имя Эмметта Тилла.
Визуальное искусство также не осталось в стороне. В 2016 году художница Дана Шутц создала картину «Открытый гроб», основанную на фотографиях Тилла в гробу и воспоминаниях его матери о том, как она увидела его после смерти.
Согласно мнению исследователя Кристофера Метресса, образ Тилла часто используется в литературных произведениях как символ, олицетворяющий призрак, преследующий белых жителей Миссисипи и заставляющий их задуматься о своей причастности к злу или бездействии перед лицом несправедливости. Так, в фантастическом романе «Скопление вод» (2012) рассказывается о том, как дух Тилла возвращается в город Мани, чтобы воссоединиться со своей первой любовью. В центре сюжета романа «Мальчики-призраки» (2018) Джуэлла Паркера Родса — история о молодом афроамериканском мальчике, который был убит и вернулся в мир живых в виде призрака. Также в произведении присутствует ещё один призрак по имени Тилл. Эта тема также находит своё отражение в романе Персиваля Эверетта «Деревья», который был опубликован в 2021 году. В центре повествования находится небольшой городок Мани, расположенный в штате Миссисипи. Сюжет посвящён серии современных убийств, которые имеют много общего и связаны с семьями, причастными к убийству Тилла.

### Документальные фильмы
- The Murder and the Movement: The Story of the Murder of Emmett Till (1985), автор Рич Сэмюэл, продюсер Анна Вассер (первоначально транслировался на чикагском телеканале WMAQ-TV[англ.])[132]:
- The Murder of Emmett Till (2003) — эпизод 15-го сезона телесериала PBS «Американское приключение[англ.]» (стенограмма программы и дополнительные материалы к фильму);
- The Untold Story of Emmett Louis Till (2005), режиссёр Кит Бошан;
- Awakenings (1954–1956) (2006) — эпизод первого сезона телесериала PBS «Eyes on the Prize: America's Civil Rights Movement» (стенограмма фильма).

### Художественные фильмы
- «28 августа: День из жизни народа» (2016) — фильм-антология, который рассказывает о шести значимых событиях в истории афроамериканцев, произошедших в один и тот же день — 28 августа, в частности линчевание Тилла. Национальный музей афроамериканской истории и культуры Смитсоновского института заказал создание фильма Аве Дюверней. Премьера состоялась на открытии музея 24 сентября 2016 года.[133].
- «Мой племянник Эммет» (2017) — короткометражный фильм, в котором убийство Тилла показано с точки зрения его двоюродного дяди Моза Райта. Картина была номинирована на премию «Оскар» за лучший игровой короткометражный фильм на церемонии 2018 года[134].
- «Страна Лавкрафта» (2020) — научно-фантастический телесериал от HBO, в котором вымышленная версия Тилла, сыгранная Райаном Хиллом, появляется в двух эпизодах. В эпизоде «Джиг-а-бобо» воссоздаются похороны Тилла в Чикаго[135].
- «Женщины движения» (2022) — телесериал канала ABC, рассказывающий о жизни Тилла и общественной деятельности его матери после трагических событий[136].
- «Тилл» (2022) — фильм, основанный на жизни Мейми Тилл-Брэдли и рассказывающий о её деятельности в качестве педагога и активистки после трагических событий, связанных с убийством её сына[137].

### В музыке
- Песня «The Death of Emmett Till» (1955), записанная группой The Ramparts со Скэтменом Крозерсом[138];
- Песня «The Ballad of Emmett Till» (1956), исполненная Red River Dave, известным как Дэвид Макэнери[англ.];
- Песня «The Death of Emmett Till[англ.]» (1962), также известная как «The Ballad of Emmett Till», автор и исполнитель Боб Дилан;
- В песне «Too Many Martyrs» (1964) Фила Оукса упоминается и прославляется Тилл[139];
- Песня «My Name is Emmett Till» (2013) вошла в состав двадцать шестого студийного альбома Эммилу Харрис Hard Bargain;
- В песне протеста «Hell You Talmbout[англ.]» (2015) Жанель Монэ упоминаются имена афроамериканцев, погибших в результате столкновений с правоохранительными органами или расового насилия, в том числе Эмметт Тилл.
- Песня «Emmett's Ghost» (2021), написанная и исполненная американским блюзовым певцом Эриком Биббом[140].

## Наследие и почести

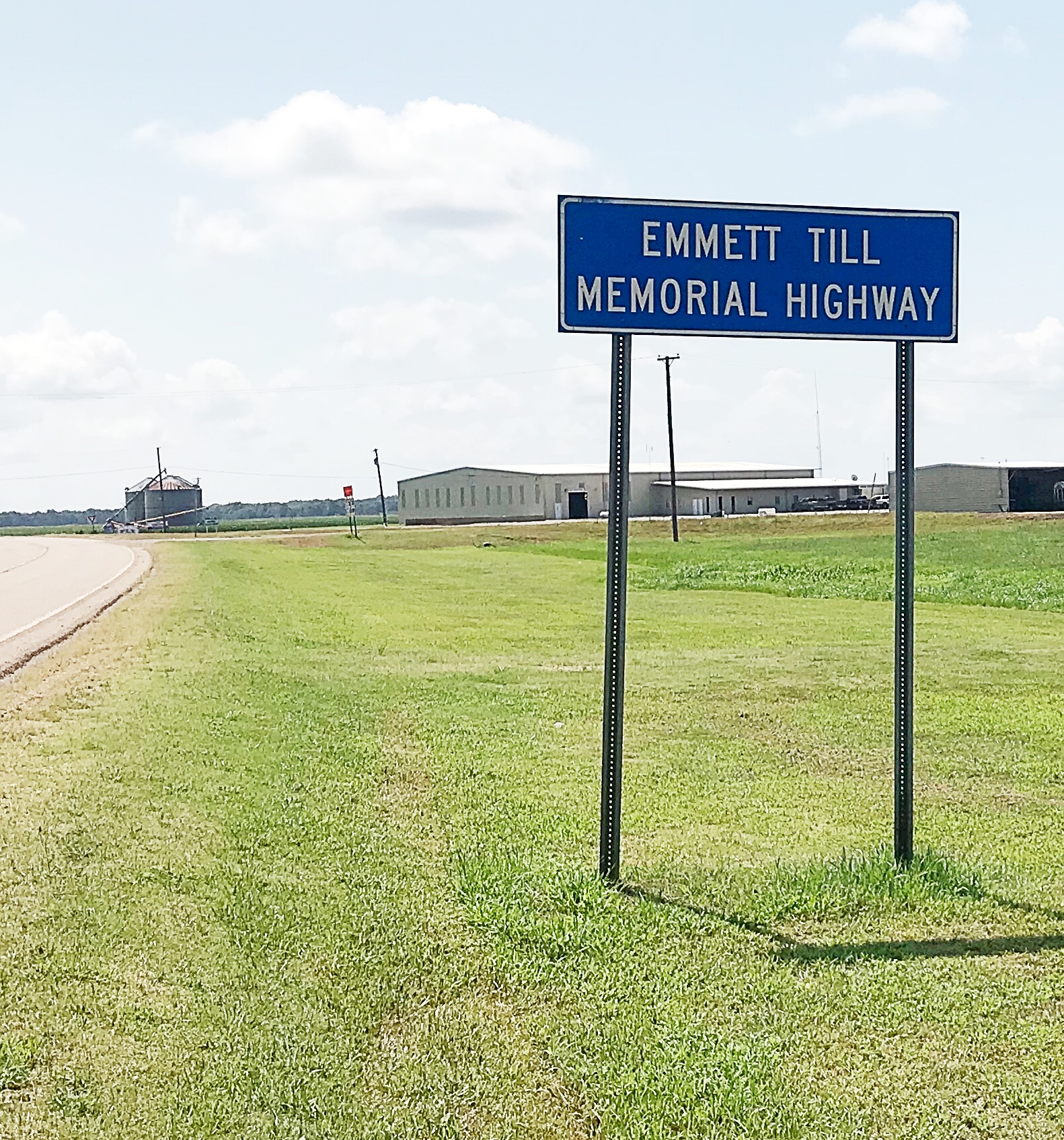
Мемориальное шоссе Эммета Тилла, US 49E, Татвайлер, Миссисипи, 2019 год

В 1976 году в Денвере был установлен памятник, изображающий Эмметта Тилла вместе с Мартином Лютером Кингом-младшим. Позднее этот монумент перенесли в город Пуэбло (штат Колорадо). В 1984 году в Чикаго часть 71-й улицы получила название «Дорога Эммета Тила», а в 2005 году в его честь назвали и мост на этой улице.

В 1989 году имя Тила было включено в список 40 жертв движения за гражданские права, высеченный на гранитной плите Мемориала борцам за гражданские права в Монтгомери (Алабама). Эти люди признаны мучениками, погибшими в борьбе за равенство. В 2000 году в Селме (Алабама) прошла акция памяти Тилла, приуроченная к 35-летию марша через мост Эдмунда Петтуса. Его мать, Мейми Тилл-Мобли,присутствовала на мероприятии и позже написала в мемуарах:
Я осознала, что смерть Эммета оказала большее влияние, чем его жизнь. Но я никогда не хотела, чтобы он стал мучеником. Я просто хотела, чтобы он был хорошим сыном. Хотя я понимаю, сколько всего было достигнуто благодаря жертвам многих людей, я всё равно думаю: нельзя ли было добиться этого иным путём?
В 2005 году начальная школа Джеймса Маккоша в Чикаго, где учился Тилл, была переименована в Академию математики и естественных наук имени Эмметта Луи Тилла. Год спустя в Миссисипи открыли Мемориальное шоссе Эмметта Тилад, пролегающее между Гринвудом и Татвайлером — именно по этому пути его тело везли к поезду, который доставил его в Чикаго для похорон. Это шоссе пересекается с дорогой, названной в честь шерифа Кларенса Страйдера, одного из участников событий 1955 года.

В 2006 году комиссия округа Таллахатчи создала Мемориальную комиссию Эмметта Тилла, а в 2007 году её представители публично извинились перед семьёй погибшего. На церемонии присутствовали 400 человек. В заявлении говорилось:
Мы, жители округа Таллахатчи, признаём, что дело Эмметта Тилла стало ужасной судебной ошибкой. Мы с глубоким сожалением констатируем, что справедливость не была достигнута. Мы приносим извинения семье Эмметта Тилла за то, что произошло с вашим близким в нашем сообществе.
В том же году конгрессмен Джон Льюис предложил закон о расследовании нераскрытых убийств времён борьбы за гражданские права. Закон Эмметта Тилла о преступлениях против гражданских прав был подписан в 2008 году.
Память о Тилле неоднократно подвергалась актам вандализма. В 2008 году мемориальная табличка, установленная у реки Таллахатчи (место, где было найдено тело Тилда), была украдена. Новые таблички также повреждались — их расстреливали из огнестрельного оружия. В 2019 году установили пуленепробиваемый знак стоимостью более 10 000 долларов и весом свыше 230 кг. Однако уже в ноябре того же года у памятника заметили группу сторонников превосходства белой расы, снимавших пропагандистское видео. Они разбежались, когда сработала сигнализация, защищающая мемориал.
В 2012 году здание суда округа Таллахатчи в Самнере, где проходил суд над убийцами Тилла, было отреставрировано. Напротив открыли Мемориальный центр Эмметта Тилла, который также выполняет функции общественного пространства. Проект «Память об Эмметте Тилле» включает сайт и мобильное приложение, отмечающее 51 место в Дельте Миссисипи, связанное с его жизнью и смертью. В 2015 году здесь прошли мероприятия к 60-й годовщине трагедии.
В 2015 году библиотеки Университета Флориды создали архив, посвящённый Эмметту Тиллу. В 2020 году Национальный фонд сохранения исторического наследия включил церковь Робертс Темпл в Чикаго (где проходили похороны Тилла) в список наиболее угрожаемых исторических объектов США.
В 2022 году Сенат США проголосовал за присуждение Эмметту Тиллу и его матери Золотой медали Конгресса. Позднее Палата представителей также поддержала это решение. В том же году был принят Закон Эммета Тилла о борьбе с линчеванием, который признал линчевание федеральным преступлением на почве ненависти, а Гринвуде (Миссисипи) установили бронзовый памятник Тиллу.
25 июля 2023 года, в день 82-летия Эмметта Тилла, президент Джо Байден подписал указ о создании Национального памятника Эммету Тиллу и Мейми Тилл-Мобли. Этот мемориал, находящийся под управлением Службы национальных парков США включает три ключевых места: Граболл Лендинг (где было найдено тело), церковь Робертс Темпл и здание суда в Таллахатчи.

### Комментарии
1. ↑  Точных данных нет. К моменту гибели Тилл закончил седьмой класс начальной школы Маккош в Чикаго, которую в основном посещали афроамериканцы[26]. В 2018 году жительница Чикаго рассказала, что была одной из немногих белых учениц в классе Тилла[27]. По словам матери, у Тилла был бумажник c фотографией актрисы Хеди Ламарр.
2. ↑  Симеон Райт[30] , Мейми Тилл-Мобли, Уилер Паркер и историк Девери Андерсон утверждали, что Джонс преувеличил свою роль свидетеля: он действительно находился в доме Райтов в ту ночь, когда Эмметта похитили, но еще не прибыл в Миссисипи во время инцидента в магазине[31]
3. ↑  В ходе судебного разбирательства показания Брайант были получены в отсутствие присяжных и признаны недопустимыми[33]
4. ↑  В некоторых версиях этой части истории рассказывается, что новость о случившемся быстро распространилась среди чернокожего и белого населения. Другие источники утверждают, что Кэролин Брайант отказалась сообщить мужу о произошедшем. Согласно некоторым источникам, это сделал старший кузен Эммета, Морис Райт. Возможно, он был раздражён хвастовством и щегольской одеждой Тилла.
5. ↑  В 2006 году ФБР выявило несколько существенных расхождений между тем, что Брайант и Милам рассказали интервьюеру Уильяму Брэдфорду Хьюи, и тем, что они сообщили другим людям.

Во время интервью мужчины утверждали, что были трезвы на момент убийства, но спустя годы выяснилось, что они были пьяны. Они также сообщили, что проехали около 164 миль (264 км) в поисках места, где можно было бы избавиться от тела Тилла, а затем вернулись к хлопкоочистительной машине, чтобы забрать вентилятор. Однако, как отметило ФБР, это было бы невозможно за то время, которое у них было до того, как их возвращение было замечено.

Несколько свидетелей вспомнили, что видели Брайанта, Милама и двух или более чернокожих мужчин с избитым телом Тилла в кузове пикапа в Глендоре, но они не упомянули об этом в интервью с Хьюи.
6. ↑  Спустя много лет появились утверждения, что Тилла подвергли кастрации.  Однако Джон Котран, заместитель шерифа, который присутствовал на месте, где Тилля достали из реки, дал показания, что, несмотря на признаки разложения, характерные для тел, побывавших в воде, его гениталии были целы.